# Subcontratto
Il  subcontratto (o contratto derivato) è il contratto con il quale la parte di un contratto ad effetti attuali (si tratta perlopiù di contratti di durata, quali il mandato, la locazione, il deposito, il comodato) reimpiega questa sua posizione in un nuovo, distinto, ma collegato negozio, con la caratteristica che tale secondo subordinato negozio realizza la stessa operazione economica del primo negozio principale, ma a parti invertite.
Per esempio il conduttore del primo contratto diviene (sub) locatore del secondo, il depositario diviene (sub) comodante, il mandatario (sub) mandante e così via.
Il subcontratto non trova nel codice civile una sua specifica disciplina: esso è stato enucleato dalla dottrina a partire da singole norme proprie che regolano taluni subcontratti.
Facciamo un esempio: Tizio dà in locazione a Caio un appartamento. Caio potrebbe affittare tutto l'appartamento (sublocazione totale) o una o più stanze (sublocazione parziale) a terzi, e in questo modo ripagarsi in tutto o in parte l'affitto, o trarne un guadagno.
Sta in ciò, per lui, la convenienza economica del subcontratto.
Il subcontratto è un contratto derivato in quanto strettamente dipendente da quello originario, dal cui contenuto differisce generalmente in uno o più elementi (prezzo pattuito, durata dell'obbligo ecc.). In questo scarto si rinviene la convenienza per uno dei soggetti originari del contratto di adire a questa procedura, mediante la quale, ad esempio, se Tizio concede in locazione un appartamento a Caio, a quest'ultimo può convenire concederlo in sublocazione a Sempronio (sempre se nel contratto originario è concesso il diritto di sublocazione). Il carattere derivato del subcontratto incide anche sulla sua validità, in quanto cessa i suoi effetti qualora il contratto originario venga meno per un qualsiasi motivo.
Si differenzia dall'istituto della cessione del contratto in quanto il subcontrattista non subentra ad uno dei soggetti originari del contratto stesso, che resta immutato in tutti i suoi aspetti.
Nel codice civile italiano trova specifica regolamentazione nelle sue sottospecie. In particolare:
- sublocazione all'art. 1594 cod.civ. (con disciplina specifica L.392/1978)
- subappalto all'art. 1656 cod.civ.
- subenfiteusi all'art. 968 cod.civ. (con divieto)
- subaffitto all'art. 1624 cod.civ.
- submandato all'art. 1717 cod.civ. (ammissione non esplicita)